# Trilogie der vergessenen Literaten
Trilogie der vergessenen Literaten ist eine Literaturtheaterreihe der Deutschen Theatergruppe Kunst und Drama.

## Geschichte
Die theatralische Literaturreihe ist ein im September 2016 entworfenes Konzept der Kulturgruppe Kunst und Drama, um an Dichter und Schriftsteller zu erinnern, die zunehmend in Vergessenheit geraten. Am 7. Dezember 2016 hatte der erste Teil der Reihe am Stadttheater Lindau Uraufführung. Eine Fortsetzung dieser Trilogie zur Quadrologie fand diese Literaturreihe am 10. November 2018 mit der Uraufführung des Kunst und Drama Theaterstückes „Hans Eschelbach – Worte und Werte“, Untertitel: „Tue deinen Mund auf für die Unmündigen“ in Fraxern, Österreich.

## Die Theaterinszenierungen
- William Becher – Leben und Werk in Lindau, Uraufführung: 7. Dezember 2016, Stadttheater Lindau, Lindau (D)
- Gisela Elsner – Blickwinkel 2017/2018, Uraufführung: 6. Dezember 2017, Literaturzentrum Nord, Nürnberg (D)
- Paula Ludwig – Freundschaften und Wege, Uraufführung: 6. April 2018, Theater am Saumarkt, Feldkirch (A)

## William Becher – Leben und Werk in Lindau
Uraufgeführt am Stadttheater Lindau in Zusammenarbeit mit dem Enkel des Schriftstellers Frank Becher, dem Ludwig-Michael-Felder-Archiv in Bregenz, der Stadtbücherei Lindau und dem Kulturamt Lindau unter der Leitung von Alexander Warmbrunn. Friederike Pöhlmann-Grießinger führte Regie. Roland Eugen Beiküfner in der Rolle des William Becher. Friederike Pöhlmann-Grießinger begleitete als Erzählerin mit biografischen Chroniken und zeitgeschichtlichen Fakten durch das Stück. Musikalisch umrahmt wurde diese Vorstellung von Johanna Eras vom Deutschen Ärzteorchester am Cello.

## Gisela Elsner – Blickwinkel 2017/2018
Gisela Elsner – Blickwinkel 2017/2018 wurde anlässlich des 80. Geburtstages von Gisela Elsner von Friederike Pöhlmann-Grießinger und Roland Eugen Beiküfner geschrieben und am 6. Dezember 2017 im Literaturzentrum Nord in Nürnberg  uraufgeführt. Das theatertechnisch aufwandsarme Stück behandelt in einem Akt das Leben und Werk der Schriftstellerin Gisela Elsner (2. Mai 1937 bis 13. Mai 1992). Bei der Uraufführung begleitete der britische Jazzmusiker James Michel aus Oxford mit Eigenkompositionen am Elektrobass. Die Handlung des Stückes: Der Journalist Ludwig Gernhard und seine Sekretärin Edda Schmidt erhalten den Auftrag einen Jahresrückblick für den Nordbayerischen Spiegel zu schreiben. Bei den Recherchen stoßen sie auf den 80. Geburtstag der Nürnberger Schriftstellerin Gisela Elsner. Anhand der Bücher Gisela Elsners, literarischer Besprechungen, Notizen und Zeitdokumenten, blicken Ludwig Gernhard und Edda Schmidt aus heutiger, ganz persönliche Sicht auf die Zeit der Künstlerin. Einflüsse und Beweggründe ihres kreativen Schaffens werden durch die Recherchearbeit und kritischen Überlegungen neu beleuchtet.

## Paula Ludwig – Freundschaften und Wege
Das musikalische Theaterstück mit Projektionen von und mit Friederike Pöhlmann-Grießinger und Roland Eugen Beiküfner über das Leben und Werk der Lyrikerin und Malerin Paula Ludwig (5. Januar 1900 – 27. Januar 1974) ist eine fiktive Geschichte über den ausführenden Filmproduzenten Karl Gustav und der Schauspielerin Hanna Stoll. Auf Entscheidungen von Fördergremien, weitere Besetzungen sowie Drehbüchern wartend, beginnen die beiden anhand von antiquarisch erworbenen Büchern, literarischen Besprechungen, Notizen und weiteren Informationsquellen, sich Paula Ludwig von ihren Wurzeln an zu nähern und probeweise Texte und Szenen zu proben. Die Produktion entstand in Zusammenarbeit mit dem Franz-Michael-Felder-Archiv in Bregenz. Die Uraufführung am 6. April 2018 im Theater am Saumarkt unter der Leitung von Sabine Benzer wurde von Johanna Eras am Cello und Thomas Müller an der Geige musikalisch begleitet. Die deutsche Erstaufführung fand am 21. Juni 2018 in Nürnberg statt. Seit 11. Mai 2019 begleitet der Violinist Boris Loncar aus Sarajevo die Inszenierung. Anlässlich des 120. Geburtsjahres wurde die Theaterdokumentation unter der Schirmherrschaft von Erhard Witzel mit dem Gitarristen Maximilian Martin Altmannsberger vom Vorarlberger Landeskonservatorium am 10. September 2020 in Nenzing aufgeführt.

## Titelschutz
„Kunst und Drama“ hat seit dem  10. November 2017 gemäß § 5 Abs. 3 MarkenG Titelschutz in Anspruch genommen für
- Trilogie der vergessenen Literaten
- William Becher – Leben und Werk in Lindau
- Gisela Elsner – Blickwinkel 2017/2018
- Paula Ludwig – Freundschaften und Wege

seit dem  24. Juni 2018
- Veritas Literaturpreis